# Maurice Wyckaert
Maurice Wyckaert, né à Bruxelles le 15 novembre 1923 et décédé le 17 juillet 1996 dans la même ville, est un peintre néo-expressionniste, peintre lyrique abstrait, gouacheur et graveur.

## Biographie
Il fait ses études à l'Académie de Bruxelles (1940-47 et 1949-50), à Saint-Josse-ten-Noode et au Vrije Atelier de Woluwe-Saint-Lambert. Il débute par des natures mortes rappelant Jean Brusselmans. 
Plus tard, il s'intéresse à William Turner et James Ensor et leurs idées luministes.
En 1955, Wyckaert commence à interpréter son environnement par l'abstraction lyrique, avec des influences notables de la calligraphie orientale. Il évolue vers une combinaison dynamique et abstraite de couleurs attrayantes formant harmonieusement une libre interprétation du paysage. 
Il reçoit plusieurs distinctions comme le Prix Jules Raeymaekers de l'Académie royale des sciences, des lettres et des beaux-arts de Belgique, une mention honorable par JPB (1957) et une mention honorable à la Biennale de São Paulo (1961).
Cependant, il ne devient réellement connu qu'au début des années 1970 lorsqu'il expérimente la gouache, la gravure et la lithographie.
Membre du mouvement Présence (1949), cofondateur du magazine de l'art belge De Meridiaan et du centre culturel Taptoe à Bruxelles (1955), il fait partie de l'Internationale situationniste (I.S.) de 1957 à son exclusion en avril 1961. En dépit de celle-ci, il a, selon son éditeur Gérard Berréby, secrètement conservé des liens d’amitié avec Guy Debord. Il fut ami, outre Jorn, avec plusieurs membres de CoBrA (1948-1951), dont sa peinture porte en partie la filiation.
Le 28 septembre 1960, lors du déplacement à l'issue de leurs travaux des membres de la IVe Conférence de l'I.S. à l’Institut des arts contemporains de Londres , il est chargé de lire la Déclaration au nom de la quatrième conférence de l’IS,. 
Lorsque la ville de Bruxelles décide d'intégrer des œuvres d'art dans son métro, elle le choisit pour décorer la station Jacques Brel. 
Ses œuvres ont été exposées dans de nombreux musées, à Rome, à Sao Paulo... Elles sont conservées notamment aux musées de Bruxelles, Gand, Marche-en-Famenne, Ostende, Tournai, Schiedam, Silkeborg, Helsinki, Vienne, Lausanne et Sao Paulo .

## Monographies
- Freddy De Vree, Maurice Wyckaert, Tielt, Belgique, Éditions Lannoo, 1986, 222 p. (ISBN 90-209-1388-3)
- Willy Van den Bussche, Max Loreau, Marc Richir et Patrick Grooters (textes), Maurice Wyckaert : traité du paysage, Bruxelles, Fonds Mercator, 2001, 128 p. (ISBN 978-90-6153-465-5)
- Gérard Berréby & Danielle Orhan (éds), L'Œuvre peint (1947-1996), Paris, Éditions Allia, 2012, 576 p. (ISBN 978-2-84485-597-8)